# Clădirea fostei școli primare (Sadova)
Clădirea fostei școli primare este o clădire amplasată în Sadova, raionul Călărași, Republica Moldova. Este un monument arhitectural de importanță națională inclus în Registrul monumentelor Republicii Moldova ocrotite de stat cu nr. 220 (raionul Călărași). Datează din 1905.